# Montgat (kommunhuvudort)
Montgat är en kommunhuvudort i Spanien.   Den ligger i provinsen Província de Barcelona och regionen Katalonien, i den östra delen av landet, 500 km öster om huvudstaden Madrid. Montgat ligger 53 meter över havet och antalet invånare är 10 270.
Terrängen runt Montgat är kuperad åt nordväst, men söderut är den platt. Havet är nära Montgat åt sydost.  Närmaste större samhälle är Barcelona, 13,4 km sydväst om Montgat. 